# شركة جنوب إفريقيا البريطانية
مُنحت شركة جنوب إفريقيا البريطانية (بي إس إيه سي) الاعتماد القانوني عام 1889 بعد اتحاد جمعية سيسل رودس للبحث المركزي، وشركة البحث المحدودة ومقرها لندن، التي كانت في الأصل تنافس على استغلال الثروة المعدنية المتوقعة في ماشونالاند، ولكنها اتحدت بسبب المصالح الاقتصادية المشتركة وتأمين دعم الحكومة البريطانية لها. حصلت الشركة على امتياز ملكي على غرار شركة الهند الشرقية البريطانية. كان أول مدرائها هم: دوق أبركورن الثاني، ورودس نفسه، والممول الجنوب إفريقي ألفريد بيت. أمل رودس في أن تعزز هذه الشركة من الاستعمار والاستغلال الاقتصادي في كثير من مناطق جنوب وسط إفريقيا كجزء من «التدافع على إفريقيا». رغم ذلك، انصب تركيزه على المناطق في جنوب نهر زمبيزي، وماشونالاند، والمناطق الساحلية الموجودة شرقها، حيث اعتقد أنه يمكن طرد البرتغاليين الموجودين هناك عبر الدفع لهم أو بالقوة، وفي ترانسفال «جمهورية إفريقيا الجنوبية»، الذي كان يأمل في أن تعود إلى السيطرة البريطانية.
يُعتقد أن طموح رودس تمثّل في إنشاء منطقة ذات نفوذ تجاري وسياسي بريطاني من «كيب إلى القاهرة»، ولكن تحقيق هذا الطموح تطلب موارد أكبر بكثير من موارد أي شركة تجارية، وما كان ليمنح المستثمرين العائدات المالية التي يتوقعونها. أنشئت هذه الشركة على أمل أن توفر حقول الذهب في ماشونالاند أموالًا لتنمية وتطوير مناطق أخرى في وسط إفريقيا، بما في ذلك الثروة المعدنية في مقاطعة كاتانغا. في الوقت الذي لم تتحقق فيه حقول ماشونلاند الثروة المتوقعة، وتملكت دولة الكونغو الحرة مقاطعة كاتانغا، لم يتبقى لدى الشركة سوى القليل من الأموال للتنمية بعد بناء السكك الحديدية، ولا سيما في المناطق الواقعة شمال نهر زمبيزي. أخذت الشركة في عين الاعتبار الاحتفاظ بأراضيها الواقعة شمال زمبيزي بأقل تكلفة ممكنة من أجل استغلالها في المستقبل، وليس بشكل فوري.
كجزء من إدارتها لرودسيا الجنوبية حتى عام 1923، ورودسيا الشمالية حتى عام 1924، شكلت الشركة قوات شبه عسكرية، ولكنها تضمنت فيما بعد مزيدًا من مهام الشرطة العادية. بالإضافة إلى إدارة رودسيا الجنوبية والشمالية، ادعت الشركة حيازة كثير من الأراضي وحقوق الثروات المعدنية في المنطقتين، على الرغم من دحض ادعاءات حيازتها لأراض في رودسيا الجنوبية عام 1918، إلا أنه كان لا بدّ من شراء حقوقها في أراضي رودسيا الشمالية وفي الثروة المعدنية لرودسيا الجنوبية في عامي 1924 و 1933 على التوالي، واستمرت حيازتها لحقوق في الثروة المعدنية لرودسيا الشمالية حتى عام 1964. أنشأت الشركة شبكة سكك الحديد الروديسية، وتملكتها بالكامل حتى عام 1947.

## تاريخ الشركة

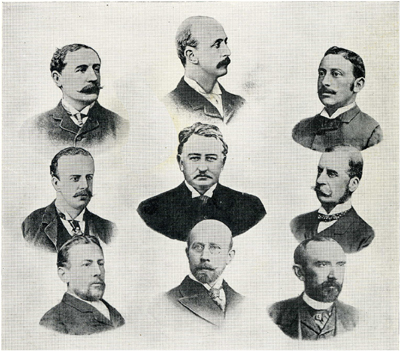
أول مجلس إدارة لشركة جنوب أفريقيا البريطانية، 1889. الصف العلوي: هوراس فاركوهار، المحامي؛ ألبرت جراي، المحامي؛ ألفريد بيت، المحامي. الصف الأوسط: صاحب السمو دوق فايف، K.T.، P.C.؛ المحترم سي. جيه. رودس (مؤسس ومدير عام في جنوب أفريقيا)؛ صاحب السمو دوق أبيركورن، K.G.، P.C. الصف السفلي: اللورد جريفورد، V.C.؛ هربرت كانينج، المحامي (السكرتير)؛ جورج كاوستون، المحامي.

### الامتياز الملكي
دخل الامتياز الملكي لشركة جنوب إفريقيا البريطانية حيز التنفيذ في 20 ديسمبر 1889، وكان ذلك في البداية لمدة 25 سنة، مُددت لعشر سنوات أخرى، ما يعني انتهاء صلاحيته في عام 1924.
تأسست الشركة في أكتوبر عام 1888، وقضى رودس معظم وقته فور وصوله إلى لندن في مارس 1889 (وقبل منحها الامتياز) في المناقشات حول شروطها. ترأس رودس مفاوضي الشركة في هذه المناقشات. على الرغم من أن الحكومة البريطانية أيدت المخطط بشكل كبير، إلا أنها طالبت بأن تتحمل هي والمفوض السامي لجنوب إفريقيا الذي عينته المسؤولية النهائية عن أي أرض يمكن أن تتملكها الشركة، وأن يكون لها حق القبول أو الرفض على جميع أفعال الشركة وأعمالها. على الرغم من أن البند الثالث من الامتياز قد بدا أنه يمنح الشركة صلاحيات إدارة منطقة واسعة (إن لم تكن محددة) في وسط إفريقيا نيابة عن الحكومة البريطانية، فإن ذلك يخضع لحصولها على تلك الصلاحيات عن طريق المعاهدات مع الحكام المحليين. بموجب البندين الرابع والتاسع، كان على الحكومة البريطانية أيضًا قبول تلك المعاهدات والموافقة على تولية أي صلاحيات للحكم منحها الحكام قبل تفويض الشركة لممارسة تلك الصلاحيات نيابة عنها. 

## الأنشطة التجارية

### بداية التجارة
فوضت الشركة لإقامة تجارة مع الحكام الأفارقة مثل الملك لوبنغولا؛ لتشكيل البنوك؛ وامتلاك الأراضي وإدارتها ومنحها أو توزيعها، وإنشاء قوة شرطة (شرطة جنوب إفريقيا البريطانية). في المقابل، وافقت الشركة على تنمية الأراضي التي تسيطر عليها، واحترام القوانين الإفريقية القائمة، والسماح بالتجارة الحرة داخل أراضيها، واحترام جميع الأديان. وُلع رودس والمستوطنون البيض بأراضي الشركة، ووضعوا نصب أعينهم الحصول على مزيد من حقوق الثروات المعدنية، والمزيد من الامتيازات الإقليمية من الشعوب الأفريقية، وإنشاء حكوماتهم الخاصة، واستحداث قوانين جديدة تأخذ بعين الاعتبار احترام القوانين الإفريقية قليلًا. لم تتمكن الشركة من تحقيق أرباح كافية تمكنها من دفع حصص المساهمين لديها حتى فقدت السيطرة الإدارية المباشرة على رودسيا في عام 1923.

### التعدين

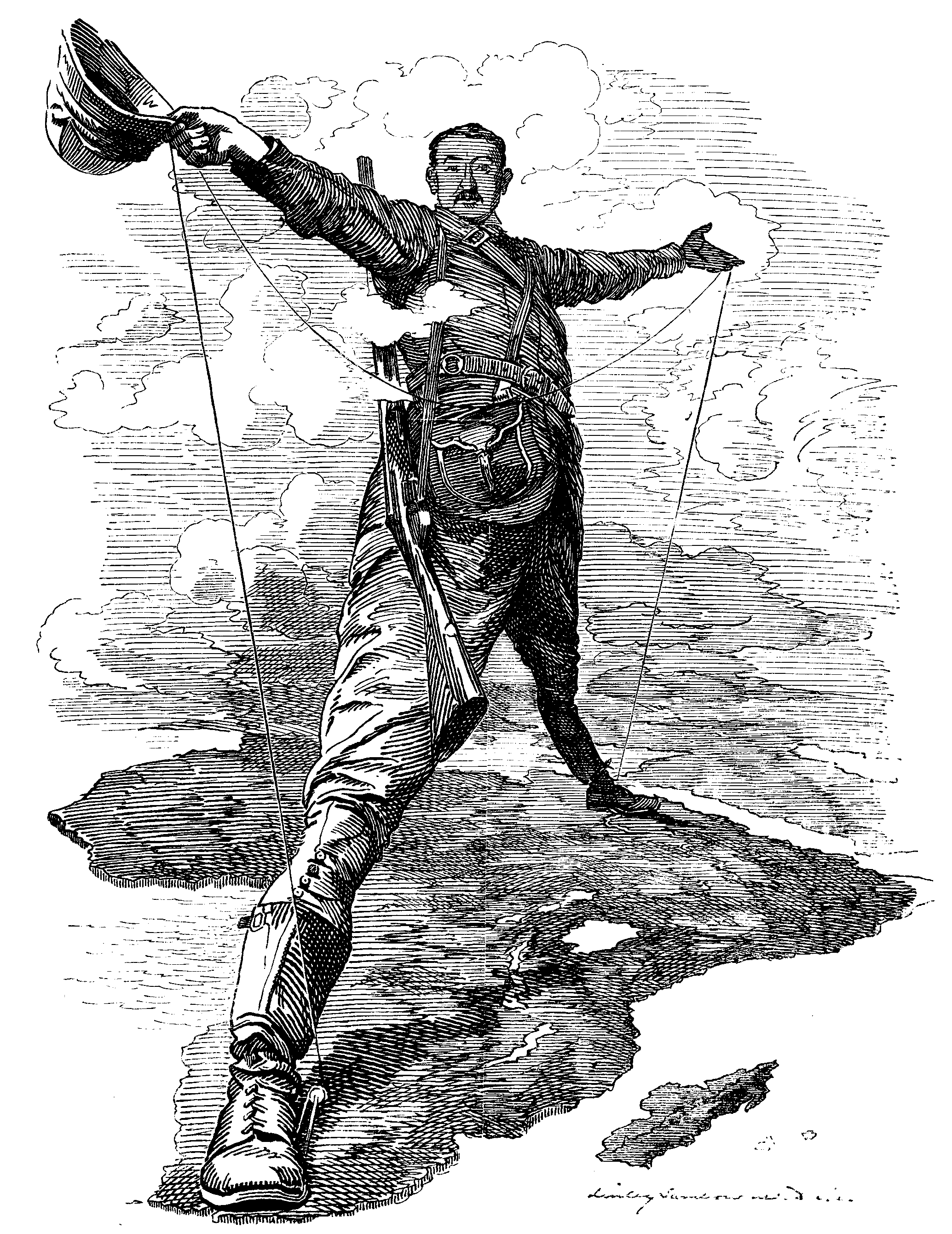
أفريقيا من القاهرة إلى الكيب (حسب سيسيل رودس).

في البداية، طالبت شركة جنوب إفريقيا البريطانية بحقوق في الثروة المعدنية لرودسيا الشمالية والجنوبية. خلال فترة الامتياز، لم تكن الشركة منخرطة في التعدين مباشرة، لكنها تلقت إتاوات وكان لها حصص في شركات التعدين. كثيرًا ما كان المصدر الرئيسي لدخل هذه الشركات ليس من التعدين نفسه بل من أسواق المضاربة. في موشانالاند، ظهرت شكاوي حول تأخر تطوير حقول التعدين من أجل زيادة أرباح المضاربة.
في عام 1923، وافقت الحكومة البريطانية عل تولي شركة جنوب إفريقيا البريطانية إدارة كل من رودسيا الجنوبية والشمالية. ينص اتفاق رودسيا الجنوبية على حماية حقوق الشركة في الثروة المعدنية هناك، وأن أي مشروع قانون تقترح بموجبه الهيئة التشريعية في رودسيا الجنوبية تغيير ترتيبات تحصيل إيرادات التعدين، أو فرض أي ضريبة، أو رسوم جديدة على المعادن سيتطلب تدخل الحكومة البريطانية. ينطبق نفس الشيء بالنسبة للهيئة التشريعية في رودسيا الشمالية. في عام 1933، باعت الشركة حقوقها في التنقيب عن المعادن جنوب نهر زمبيزي إلى حكومة رودسيا الجنوبية، ولكنها احتفظت بحقوقها في رودسيا الشمالية، فضلًا عن مصالحها في التعدين، والسكك الحديدية، والعقارات، والزراعة في جميع أنحاء جنوب إفريقيا.
ادعت الشركة امتلاكها لحقوق في الثروة المعدنية لرودسيا الشمالية بأكملها بموجب سلسلة من الامتيازات الممنوحة بين عامي 1890 و 1910 من الملك ليوانيكا، والتي تغطي منطقة غير محددة بشكل دقيق من باروتزيلاند- رودسيا الشمالية الغربية، وكذلك بموجب سلسلة ثانية من الامتيازات تفاوض عليها جوزيف طومسون و ألفريد شارب في عامي 1890 و1891 مع زعماء محليين يغطون منطقة متنازع عليها في رودسيا الشمالية الشرقية، وقبلت الحكومة البريطانية هذا الادعاء. بعد انتهاء الامتياز انضمت الشركة إلى مجموعة من تسع شركات من جنوب إفريقيا وبريطانيا مولت تطوير مناجم نتشانجا، لمنع وقوعها تحت السيطرة الأمريكية، مع ذلك، كان هدفها الرئيس هو الحصول على إتاوات. 

## الدمج
في عام 1964، سلمت الشركة حقوقها في الثورة المعدنية إلى حكومة زامبيا، وفي السنة التالية، دمجت شركة جنوب إفريقيا البريطانية، والشركة المركزية للتعدين والاستثمار المحدودة، والشركة المتحدة لاختيار المناجم، مع أعمال التعدين والتجارة الصناعية لشركة شارتر المتحدة المحدودة، التي كان ما يزيد قليلًا على ثلث أسمهمها مملوكًا لشركة التعدين البريطانية/الجنوب إفريقية أنجلو أميركان بي إل سي. في ثمانينيات القرن العشرين، تخلت الشركة عن مصالحها الخارجية في مجال التعدين للتركيز على مصالحها الهندسية البريطانية.